# Derde klasse (voetbal België)
De Derde Klasse in België was het derde niveau uit de competitiehiërarchie in het Belgisch voetbal en was opgedeeld in twee reeksen (A en B). Normaal telden beide reeksen 18 teams. Deze competitie ging van start in het seizoen 1926-1927 met drie reeksen, later vier van 1931 tot 1952. In 2016 werd de derde klasse opgedoekt in het kader van een competitiehervorming: de teams werden verdeeld tussen eerste, tweede en derde klasse amateurs.

## De competitie
Gedurende de reguliere competitie speelt elke ploeg 34 wedstrijden. De winnaar van elke reeks promoveert rechtstreeks naar de Tweede Klasse, de laatste twee degraderen naar Bevordering.
Na de competitie volgen de eindrondes. Net zoals in de Tweede Klasse wordt het seizoen verdeeld in periodes. Elke periodekampioen mag naar de eindronde, tenzij dit team uiteindelijk competitiewinnaar wordt. In dat geval wordt het beste team uit de eindstand van de competitie, dat nog niet voor de eindronde geplaatst is, geselecteerd. Zo worden uit elke reeks 3 teams gekozen. Deze 6 teams spelen in een systeem met een heen- en terugwedstrijd. De drie winnaars gaan naar de volgende ronde, samen met het team dat 17de eindigde in de Tweede Klasse. In de tweede en derde ronde (= de finale) wordt er opnieuw via het systeem van heen- en terugwedstrijd gespeeld. De uiteindelijke winnaar promoveert naar (of blijft in) de Tweede Klasse. De twee teams die in de A- en B-reeks respectievelijk als 17de en als 16de eindigen, moeten een eindronde afwerken met enkele vierdeklassers om niet te degraderen naar de Vierde Klasse.

## Geschiedenis
De Derde Klasse werd gecreëerd voor het seizoen 1926/27. De klasse heette toen Bevordering en bestond uit drie reeksen van 14 teams, dus 42 in totaal. De nationale reeksen werden uitgebreid in 1931. Er werd een tweede reeks bij gecreëerd in Tweede Klasse, waardoor een groot aantal teams uit Bevordering konden promoveren. Bovendien werd ook de Derde Klasse uitgebreid naar 4 reeksen met 14 ploegen, dus 56 ploegen in totaal. Tijdens de onregelmatige competities van de Tweede Wereldoorlog varieerde het aantal ploegen en de samenstelling van de reeksen. Tegen het eind van de oorlog speelden in totaal meer dan 70 ploegen in Bevordering. In 1947 werd de competitie uiteindelijk opnieuw duidelijk herleid tot 4 reeksen van 16 ploegen, 64 ploegen in totaal.
In 1952/53 werd een nieuw niveau gecreëerd. Bevordering zou nu een nieuwe Vierde Klasse worden. Derde Klasse werd herleid tot 2 reeksen van 16 teams. Ook de Tweede Klasse werd herleid tot één reeks van 16 teams. Deze sterke inperking van de Tweede en Derde Klasse maakte dat veel teams uit Derde Klasse een reeks dienden te zakken. De vier kampioen van Derde Klasse promoveerden, de rest van de top vier of vijf kon in Derde Klasse blijven. De overige ploegen bleven in Bevordering spelen volgend seizoen, maar dit was dan wel in de Vierde Klasse in plaats van de Derde Klasse. De vier ploegen die de allerlaatste plaats bezetten zakten naar Eerste Provinciale.
Voortaan konden elk jaar de twee winnaars van de twee reeksen in Derde Klasse promoveren. Vanaf 1993/94 werd ook in Derde Klasse een eindrondesysteem ingevoerd, zodat een extra club kon spelen voor promotie. In 2009/10 werd het aantal clubs opgetrokken. Beide reeksen telden nu 18 clubs. Op 17 juli 2009 besliste het arbitragehof van de KBVB echter dat het eerder gedegradeerde SC Wielsbeke toch in Derde Klasse mocht blijven voetballen. Deze uitspraak kwam er na een klacht van Wielsbeke, omdat La Louvière, dat in het seizoen 2008/09 ook in Derde Klasse uitkwam, eigenlijk al halfweg de competitie had moeten worden geschrapt wegens een te hoge schuldenlast. In de nieuwe eindstand die werd opgemaakt eindigde Wielsbeke als dertiende. Bijgevolg mocht de club in Derde Klasse blijven voetballen. Daardoor telde de A-reeks in het seizoen 2009/10 19 teams. Vanaf het seizoen 2010/11 telde elke reeks opnieuw 18 teams en worden er bijgevolg opnieuw in beide reeksen periodekampioenschappen afgewerkt. In 2012/13 werd de voetbalbond echter verplicht het gedegradeerde Doornik toe te laten in 3de klasse waardoor de B-reeks 19 clubs telt. In het seizoen in 2013-2014 keert men terug naar 2 reeksen van 18 clubs.
Na de competitiehervorming van het Belgisch voetbal en de opsplitsing tussen betaald voetbal en amateurvoetbal werd de derde klasse aan het einde van seizoen 2015-16 opgeheven.

### Winnaars en promoverende teams

#### 1926-1931
| Seizoen | Winnaar A        | Winnaar B         | Winnaar C            | Opmerking |
| ------- | ---------------- | ----------------- | -------------------- | --- |
| 1926/27 | Courtrai Sport   | CS Tongrois       | Fléron FC            | |
| 1927/28 | AS Renaisienne   | Vilvorde FC       | Tubantia FAC         | |
| 1928/29 | SK Roeselare     | R. Charleroi SC   | Racing FC Montegnée  | |
| 1929/30 | CS de Schaerbeek | Belgica FC Edegem | Excelsior FC Hasselt | |
| 1930/31 | AS Ostendaise    | Hoboken SK        | RC Tirlemont         | door uitbreiding van Tweede Klasse promoveerde een groot aantal teams mee: Bevordering A: FC Renaisien, Knokke FC, Sint-Niklaassche SK Bevordering B: Borgerhoutsche SK, White Star AC, Boom FC, FC Bressoux Bevordering C: RFC Sérésien, RCS Verviétois, R. Stade Louvaniste, Turnhoutsche SK HIH |

#### 1931-1952
| Seizoen | Winnaar A             | Winnaar B               | Winnaar C                   | Winnaar D               | Opmerking |
| ------- | --------------------- | ----------------------- | --------------------------- | ----------------------- | --------- |
| 1931/32 | SV Blankenberghe      | Oude God Sport          | R. Union Hutoise FC         | Stade Waremmien         |           |
| 1932/33 | CS Saint-Josse        | Cappellen FC            | Wallonia A. Namur           | Patria FC Tongres       |           |
| 1933/34 | ARA Termondoise       | Oude God Sport          | Racing FC Montegnée         | AS Herstalienne         |           |
| 1934/35 | KVG Oostende          | FC Duffel               | US du Centre                | Waterschei SV Thor      |           |
| 1935/36 | R. Union Hutoise FC   | OC de Charleroi         | R. Stade Louvaniste         | SC Eendracht Aalst      |           |
| 1936/37 | R. Charleroi SC       | FC Wilrijk              | R. Vilvorde FC              | RAS Renaisienne         |           |
| 1937/38 | Wezel Sport           | R. Excelsior FC Hasselt | R. Racing Club de Bruxelles | AS Oostende KM          |           |
| 1938/39 | R. Fléron FC          | Herentalsche SK         | RCS Hallois                 | RRC Tournaisien         |           |
| 1939/40 | oorlog                | oorlog                  | oorlog                      | oorlog                  | oorlog    |
| 1940/41 | oorlog                | oorlog                  | oorlog                      | oorlog                  | oorlog    |
| 1941/42 | KFC Vigor Hamme       | FC Verbroedering Geel   | CS Andennais                | K. Tongersche SV Cercle |           |
| 1942/43 | RFC Liégeois          | Stade Nivellois         | Sint-Niklaassche SK         | R. Courtrai Sports      |           |
| 1943/44 | RCS Hallois           | RC Lokeren              | UR Namur                    | Beeringen FC            |           |
| 1944/45 | oorlog                | oorlog                  | oorlog                      | oorlog                  | oorlog    |
| 1945/46 | KSC Menen             | Mol Sport               | Cappellen FC                | Stade Waremmien         |           |
| 1946/47 | FC Winterslag         | R. Gosselies Sports     | RFC Bressoux                | SK Roeselare            |           |
| 1947/48 | RUS Tournaisienne     | RCS Verviétois          | US du Centre                | Sint-Truidense VV       |           |
| 1948/49 | RAEC Mons             | AS Oostende KM          | AS Herstalienne             | R. Union Hutoise FC     |           |
| 1949/50 | FC Izegem             | KAV Dendermonde         | K. Tubantia FC              | Helzold FC Zolder       |           |
| 1950/51 | K. Daring Club Leuven | RRC de Gand             | K. Waterschei SV Thor       | Rupel SK                |           |
| 1951/52 | UR Namur              | RRC Tournaisien         | K. Tubantia FC              | K. Patria FC Tongeren   |           |

#### 1952-2016
| Seizoen | Winnaar A                   | Winnaar B                    | Opmerking |
| ------- | --------------------------- | ---------------------------- | --- |
| 1952/53 | K. Tubantia FC              | R. Uccle Sport               | |
| 1953/54 | KFC Izegem                  | SRU Verviers                 | |
| 1954/55 | KFC Herentals               | RRC Tournaisien              | |
| 1955/56 | RCS Brugeois                | VV Patro Eisden              | |
| 1956/57 | KFC Diest                   | KSC Eendracht Aalst          | |
| 1957/58 | RFC Renaisien               | RFC Sérésien                 | |
| 1958/59 | R. Racing Club de Bruxelles | K. Olse Merksem SC           | |
| 1959/60 | KFC Turnhout                | UR Namur                     | |
| 1960/61 | AS Oostende KM              | KFC Herentals                | |
| 1961/62 | KRC Mechelen                | R. Crossing Club Molenbeek   | |
| 1962/63 | KSV Waregem                 | K. Boom FC                   | |
| 1963/64 | K. Waterschei SV Thor Genk  | K. Sint-Niklaasse SK         | |
| 1964/65 | K. Willebroekse SV          | RFC Sérésien                 | |
| 1965/66 | KRC Mechelen                | SK Beveren-Waas              | |
| 1966/67 | RRC Tournaisien             | RRC Tirlemont                | |
| 1967/68 | KFC Turnhout                | RCS Brugeois                 | |
| 1968/69 | KRC Mechelen                | SV Sottegem                  | |
| 1969/70 | RAA Louviéroise             | AS Eupen                     | |
| 1970/71 | KSK Tongeren                | K. Boom FC                   | |
| 1971/72 | KSC Lokeren                 | KFC Winterslag               | |
| 1972/73 | K. Olse Merksem SC          | AS Oostende KM               | |
| 1973/74 | K. Waterschei SV Thor Genk  | KVG Oostende                 | Door uitbreiding Eerste Klasse schoven ook derdeklassers door. De nummers twee promoveerden rechtstreeks mee naar Tweede: R. Tilleur FC (in 3A) en RAEC Mons (in 3B). RAA Louviéroise promoveerde mee na een eindronde. |
| 1974/75 | KAA Gent                    | VV Patro Eisden              | |
| 1975/76 | R. Union                    | AS Eupen                     | |
| 1976/77 | KSC Eendracht Aalst         | KSC Hasselt                  | |
| 1977/78 | VC Rotselaar                | KRC Harelbeke                | |
| 1978/79 | Racing Jet de Bruxelles     | VV Hoeselt                   | |
| 1979/80 | KSV Oudenaarde              | RFC Sérésien                 | |
| 1980/81 | K. Stade Leuven             | Witgoor Sport Dessel         | |
| 1981/82 | K. Sint-Niklase SK          | VV Overpelt Fabriek          | |
| 1982/83 | Racing Jet de Bruxelles     | K. Wuustwezel FC             | |
| 1983/84 | R. Union Saint-Gilloise     | VV Patro Eisden              | |
| 1984/85 | RAEC Mons                   | KFC Verbroedering Geel       | |
| 1985/86 | KRC Harelbeke               | FC Assent                    | |
| 1986/87 | KFC Eeklo                   | KFC Lommel SK                | |
| 1987/88 | K. Stade Leuven             | KFC Germinal Ekeren          | |
| 1988/89 | K. Sint-Niklase SK          | KFC Zwarte Leeuw Rijkevorsel | |
| 1989/90 | KRC Harelbeke               | KFC Turnhout                 | |
| 1990/91 | R. Excelsior Mouscron       | RFC Sérésien                 | |
| 1991/92 | KV Oostende                 | Beerschot VAC                | |
| 1992/93 | KMSK Deinze                 | KVC Westerlo                 | |
| Seizoen | Winnaar A                   | Winnaar B                    | Promotie via eindronde |
| 1993/94 | RAA Louviéroise             | K. Patro Eisden              | KVV Overpelt Fabriek (3de in 3B) |
| 1994/95 | R. Cappellen FC             | KFC Tielen                   | KFC Turnhout (3de in 3B) |
| 1995/96 | ROC de Charleroi            | R. Tilleur FC de Liège       | R. Union Saint-Gilloise (2de in 3A) en FC Denderleeuw (3de in 3A) |
| 1996/97 | KFC Vigor Wuitens Hamme     | KFC Dessel Sport             | K. Sint-Niklase SK Excelsior (2de in 3A) |
| 1997/98 | KSK Roeselare               | KFC Herentals                | RCS Visétois (2de in 3B) |
| 1998/99 | KSV Ingelmunster            | KVK Tienen                   | FC Eendracht Hekelgem (3de in 3A) |
| 1999/00 | KFC Strombeek               | RAEC Mons                    | K. Heusden-Zolder (2de in 3B) |
| 2000/01 | KSK Ronse                   | R. Excelsior SC Virton       | RCS Visétois(4de in 3B) |
| 2001/02 | SV Zulte Waregem            | KAS Eupen                    | KFC Vigor Wuitens Hamme (3de in 3A) |
| 2002/03 | K. Berchem Sport            | AFC Tubize                   | VC Eendracht Aalst 2002 (3de in 3A). Kampioen Berchem kreeg geen licentie, KV Oostende (2de in 3A) promoveerde in hun plaats, ondanks verlies in eindronde                                                              |
| 2003/04 | KV Red Star Waasland        | R. Union Saint-Gilloise      | KV Kortrijk (2de in 3A) |
| 2004/05 | KV Mechelen                 | KVSK United Overpelt-Lommel  | Oud-Heverlee Leuven (2de in 3B) |
| 2005/06 | FC Dender EH                | KVK Tienen                   | Racing Waregem (4de in 3A) |
| 2006/07 | RFC Tournai                 | ROC de Charleroi-Marchienne  | UR Namur (2de in 3B) en KFC Verbroedering Geel (2de in 3A) |
| 2007/08 | KSK Ronse                   | RFC de Liège                 | |
| 2008/09 | Standaard Wetteren          | KV Turnhout                  | Boussu Dour Borinage (3de in 3A) |
| 2009/10 | KSK Heist                   | CS Visé                      | Rupel Boom FC (2de in 3A) |
| 2010/11 | VC Eendracht Aalst 2002     | R. White Star Woluwe FC      | Sportkring Sint-Niklaas (7de in 3A) |
| 2011/12 | R. Mouscron-Péruwelz        | KFC Dessel Sport             | KSV Oudenaarde (3de in 3A) |
| 2012/13 | Hoogstraten VV              | R. Excelsior Virton          | Verbroedering Geel-Meerhout (3de in 3A) |
| 2013/14 | KRC Mechelen                | KV Woluwe-Zaventem           | K. Patro Eisden (3de in 3B) |
| 2014/15 | KVV Coxyde                  | Cappellen FC                 | KMSK Deinze (2de in 3A) (eindronde niet gespeeld want enkel Deinze had licentie) en Royale Union Saint-Gilloise (3de in 3B) (in de plaats van Cappellen dat niet wou promoveren).                                       |
| 2015/16 | KFC VW Hamme                | FCO Beerschot Wilrijk        | |

#### Titels per club
Het volgend overzicht toont het aantal titels per club (tot en met seizoen 2015/16)
| Club (stamnummer)                   | Titels | Seizoen                          |
| ----------------------------------- | ------ | -------------------------------- |
|                                     |        |                                  |
| AS Oostende KM (53)                 | 5      | 1931 · 1938 · 1949 · 1961 · 1973 |
|                                     |        |                                  |
| KSK Ronse (38)                      | 4      | 1928 · 1937 · 2001 · 2008        |
| K. Tubantia FC (64)                 | 4      | 1928 · 1950 · 1952 · 1953        |
| KVK Tienen (132)                    | 4      | 1931 · 1967 · 1999 · 2006        |
| R. Cappellen FC (43)                | 4      | 1933 · 1946 · 1995 · 2015        |
| K. Waterschei SV Thor Genk (553)    | 4      | 1935 · 1951 · 1964 · 1974        |
| VC Eendracht Aalst 2002 (90)        | 4      | 1936 · 1957 · 1977 · 2011        |
| RRC Tournaisien (36)                | 4      | 1939 · 1952 · 1955 · 1967        |
| K. Sint-Niklase SK (221)            | 4      | 1943 · 1964 · 1982 · 1989        |
| K. Patro Eisden (3434)              | 4      | 1956 · 1975 · 1984 · 1994        |
| RFC Sérésien (17)                   | 4      | 1958 · 1965 · 1980 · 1991        |
| KFC Herentals (97)                  | 4      | 1960 · 1968 · 1990 · 1998        |
| KV Turnhout (148)                   | 4      | 1960 · 1968 · 1990 · 2009        |
| KRC Mechelen (24)                   | 4      | 1962 · 1966 · 1969 · 2014        |
|                                     |        |                                  |
| KSK Tongeren (54)                   | 3      | 1927 · 1942 · 1971               |
| KSK Roeselare (134)                 | 3      | 1929 · 1947 · 1998               |
| KSC Hasselt (37)                    | 3      | 1930 · 1938 · 1977               |
| R. Union Hutoise FC (76)            | 3      | 1932 · 1936 · 1949               |
| KV Oostende (31)                    | 3      | 1935 · 1974 · 1992               |
| K. Stade Leuven (18)                | 3      | 1936 · 1981 · 1988               |
| ROC de Charleroi-Marchienne (246)   | 3      | 1936 · 1996 · 2007               |
| KFC Vigor Wuitens Hamme (211)       | 3      | 1942 · 1997 · 2016               |
| UR Namur (156)                      | 3      | 1944 · 1952 · 1960               |
| R. Union Saint-Gilloise (10)        | 3      | 1976 · 1984 · 2004               |
| KRC Harelbeke (1615)                | 3      | 1978 · 1986 · 1990               |
|                                     |        |                                  |
| R. Vilvorde FC (49)                 | 2      | 1928 · 1937                      |
| Racing FC Montegnée (77)            | 2      | 1929 · 1934                      |
| R. Charleroi SC (22)                | 2      | 1929 · 1937                      |
| Oude God Sport (68)                 | 2      | 1932 · 1934                      |
| R. Stade Waremmien (190)            | 2      | 1932 · 1946                      |
| K. Patria FC Tongeren (71)          | 2      | 1933 · 1952                      |
| US du Centre (213)                  | 2      | 1935 · 1948                      |
| FCO Beerschot Wilrijk (155)         | 2      | 1937 · 2016                      |
| R. Racing Club de Bruxelles (6)     | 2      | 1938 · 1959                      |
| RCS Hallois (120)                   | 2      | 1939 · 1944                      |
| KFC Verbroedering Geel (395)        | 2      | 1942 · 1985                      |
| KSC Lokeren (282)                   | 2      | 1944 · 1972                      |
| KFC Winterslag (322)                | 2      | 1947 · 1972                      |
| RFC Tournai (26)                    | 2      | 1948 · 2007                      |
| KFC Izegem (935)                    | 2      | 1950 · 1954                      |
| RCS Brugeois (12)                   | 2      | 1956 · 1968                      |
| K. Olse Merksem SC (544)            | 2      | 1959 · 1973                      |
| K. Boom FC (58)                     | 2      | 1963 · 1971                      |
| Racing Jet de Bruxelles (4549)      | 2      | 1979 · 1983                      |
|                                     |        |                                  |
| Belgica FC Edegem (375)             | 1      | 1930                             |
| Hoboken SK (285)                    | 1      | 1931                             |
| Wallonia A. Namur (173)             | 1      | 1933                             |
| KFC Duffel (284)                    | 1      | 1935                             |
| Stade Nivellois (182)               | 1      | 1943                             |
| Beeringen FC (522)                  | 1      | 1944                             |
| Mol Sport (852)                     | 1      | 1946                             |
| RCS Verviétois (8)                  | 1      | 1948                             |
| Sint-Truidense VV (373)             | 1      | 1948                             |
| Helzold FC Zolder (1488)            | 1      | 1950                             |
| K. Daring Club Leuven (223)         | 1      | 1951                             |
| Rupel SK (2138)                     | 1      | 1951                             |
| SRU Verviers (34)                   | 1      | 1954                             |
| KFC Diest (41)                      | 1      | 1957                             |
| RFC Renaisien (46)                  | 1      | 1958                             |
| K. Willebroekse SV (85)             | 1      | 1965                             |
| SV Sottegem (225)                   | 1      | 1969                             |
| VC Rotselaar (6909)                 | 1      | 1978                             |
| KFC Zwarte Leeuw Rijkevorsel (1124) | 1      | 1989                             |
| KSV Ingelmunster (1574)             | 1      | 1999                             |
| KV Mechelen (25)                    | 1      | 2005                             |
| Lommel United (2554)                | 1      | 2005                             |
| KV Woluwe-Zaventem (3197)           | 1      | 2014                             |
| KVV Coxyde (1934)                   | 1      | 2015                             |